# Aérodrome du Luc - Le Cannet
L'aérodrome du Luc - Le Cannet est un aérodrome militaire, situé sur la commune du Cannet-des-Maures, dans le département du Var (83), en région française Provence-Alpes-Côte d'Azur.
Il couvre 182 hectares et emploie près de 1 000 personnes.

## Activités

### Forces armées françaises
- École de l'aviation légère de l'Armée de terre